# Sateré-Mawé
Los Sateré-Mawé, o Sateré-Maué como se autodenominan, son un pueblo indígena, creadores del cultivo del guaraná. En particular, son los inventores del proceso de extracción del fruto del guaraná de la trepadora silvestre. Están relacionados al tronco Tupí, y de la familia de los tupí-guaraníes. Habitan en medio del río Amazonas, entre los estados de Pará y Amazonas, en Brasil.
Dentro de la sociedad, para facilitar la integración social, los hombres mawés son bilingües, aunque las mujeres solo hablan en Sateré-Mawé, en cierta forma para preservar la lengua. Una de sus costumbres más interesantes es la iniciación de la pubertad entre sus jóvenes, mediante las picaduras de las hormigas balas como prueba de su valor y hombría.